# Court of Session
La Court of Session est la cour suprême en Écosse pour le droit civil, même si un appel peut être porté auprès de la Cour suprême du Royaume-Uni. Elle est incluse dans le College of Justice (en) et est située au Parliament House (en) d'Édimbourg. Elle est à la fois un tribunal de première instance et une cour d'appel. Elle partage ses prérogatives avec les Sheriff Courts (en) locales et il est laissé le choix de la cour au poursuivant. Toutefois, dans les faits, la Court of Session traite des affaires les plus complexes ou importantes. Une aide juridictionnelle est disponible, gérée par le Scottish Legal Aid Board (en), pour les personnes qui n'auraient pas les moyens de s'offrir les services d'avocat. Elle est présidée par le Lord Président (en) secondé par le Lord Justice Clerk (en). 